# Bupleurum

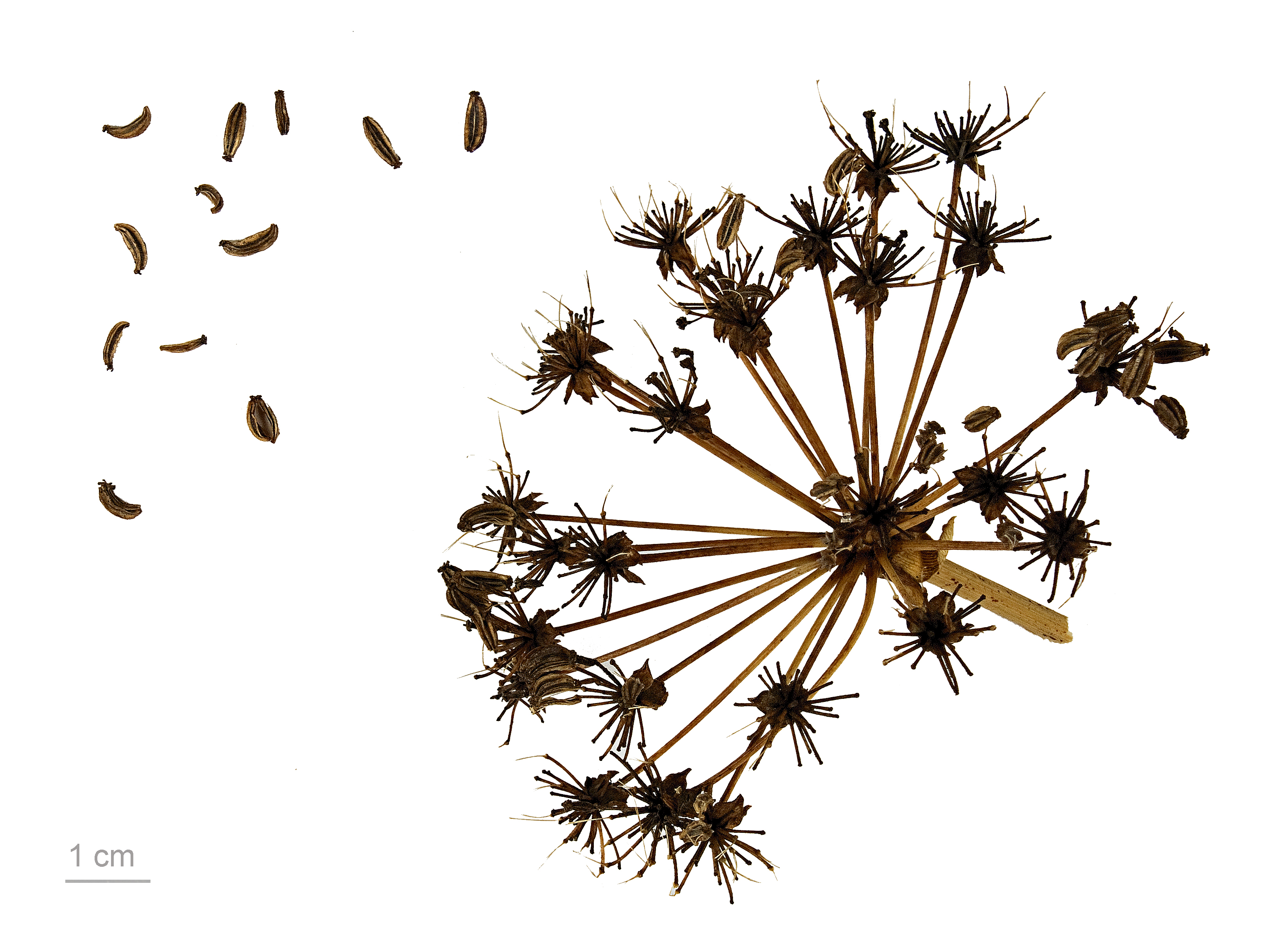
Bupleurum gibraltaicum

Bupleurum L., 1753 , detto anche chaihu (柴胡) in cinese, è un genere di piante angiosperme  appartenenti alla famiglia delle Apiacee, dall'aspetto di piccole erbacee annuali o perenni dalla tipica infiorescenza ad ombrella.

## Etimologia
Il nome del genere deriva da due parole greche: bous e pleuron; che significano rispettivamente: “bue” e “costa”. Probabile riferimento alle rigature longitudinali delle foglie di alcune specie del genere. Questo nome venne usato per la prima volta da Ippocrate e quindi ripreso, in tempi relativamente moderni, dal Tournefort e da Linneo. Ma è ad opera del botanico francese Antoine-Laurent de Jussieu (1748-1836) che tale genere venne collocato nella famiglia delle Umbelliferae.
In tedesco le piante di questo genere vengono chiamate “Hasenoehrchen”, in inglese si chiamano “Hare's-ear” e in francese “Buplevre” o “Oreille de lievre” (nome quest'ultimo che in italiano viene riservato ad una particolare specie di questo genere: Bupleurum stellatum). In cinese sono note come "chaihu" (柴胡).

## Descrizione
L'aspetto di queste piante è fondamentalmente erbaceo, raramente arbustivo. Riferendoci soprattutto alle specie spontanee italiane, la forma biologica più frequente è terofita scaposa (T scap): si tratta quindi in prevalenza di piante annue con asse fiorale allungato più o meno privo di foglie. Sono comunque presenti altri tipi di forme biologiche come ad esempio emicriptofite scapose.

### Radici
La radice, soprattutto per le specie più vigorose, è legnosa e perenne.

### Fusto
In genere il fusto è eretto e ramoso. Spesso alla sua base è presente un rizoma legnoso (non molto grande però). L'altezza della fusto (perlopiù glabro) varia da pochi centimetri fino a 1 o 2 metri.

### Foglie
Le foglie sono alterne, semplici e intere; sono inoltre persistenti e sessili ed abbraccianti il fusto (perfogliate). Spesso le foglie basali sono riunite in una specie di rosetta ed hanno una forma lanceolata (sono molto più lunghe che larghe) o lineari – spatolate o anche nastriforme con delle nervature centrali.

### Infiorescenza
L'infiorescenza è formata da ombrelle composte da piccoli fiori (insignificanti e senza valore decorativo) dal colore verde – giallognolo. In certe specie la base dell'ombrella è attorniata da brattee (involucro); mentre altre bratteole si possono trovare a protezione dei fiori (involucretto). Si possono avere infiorescenze ad ombrelle composte (ombrella di ombrelle).

### Fiori
I fiori sono ermafroditi e generalmente attinomorfi e pentameri (calice e corolla formata da 5 elementi). La dimensione dei fiori è piccola, ma sono nettariferi. È da notare che la funzione vessillare è svolta dall'infiorescenza nel suo complesso.
- Calice: il calice spesso è privo di denti apicali, oppure sono piccoli.
- Corolla: i petali sono interi, corti e spessi.
- Androceo: gli stami sono 5.
- Gineceo: i carpelli sono 2 con ovario infero biloculare; gli stili sono 2 e sono liberi e divergenti.
- Impollinazione: per entomogamia tramite insetti vari (ditteri, lepidotteri, imenotteri e coleotteri).

### Frutti
Il frutto è di tipo achenio  (più precisamente diachenio, diviso in due acheni saldati lungo un asse centrale) di forma ovoide con delle coste laterali più o meno evidenti.

## Distribuzione e habitat
Il genere è diffuso soprattutto nei paesi a clima freddo o temperato dell'emisfero boreale e in Sudafrica.
Un habitat tipico per le specie di questo genere è fra le rupi o i luoghi sassosi, ma anche in luoghi erbosi asciutti o aridi e sterili o freschi.

## Tassonomia
Il genere Bupleurum comprende oltre 200 specie.
Questo genere ha una grande variabilità (come del resto tutta la famiglia delle Apiaceae). Un buon elemento per distinguere le varie specie è il frutto: in ciascun achenio si distinguono due facce: una lungo la quale i 2 mericarpi sono in contatto fra di loro ed un'altra (la faccia opposta  - dorsale) sulla quale sono presenti 5 nervi sviluppati a coste. Le dimensioni del frutto, la sua forma in generale, lo spessore, il tipo e la forma dei nervi e altre caratteristiche permettono di distinguere e quindi classificare le varie specie del genere.
Il genere Bupleurum fa parte della tribù delle Bupleureae, sottofamiglia Apioideae.

### Alcune specie
Di seguito sono descritte alcune specie di maggiore interesse.
- Bupleurum dianthifolium Guss., 1832 – Bupleuro di Marettimo, Bupleuro a foglie di garofano:  è un endemismo limitatissimo  in quanto esiste solamente nell'isola Marettimo delle Egadi; possiede un fusto legnoso scuro terminante con un ciuffo di foglie, mentre lo scapo fiorale è praticamente afillo (nudo senza foglie) e glabro. È una specie a rischio critico.
- Bupleurum elatum Guss., 1827 - Bupleuro delle Madonie: (per questa pianta è disponibile una specifica scheda di approfondimento) anche questa pianta è un endemismo molto ristretto della Sicilia; il fusto è legnoso ed è una specie tra le più alte: raggiunge il metro e mezzo. È una specie a rischio.
- Bupleurum frutescens Hill, 1764 : fusto con foglie lineari, lesiniformi, rigide e striate da diverse nervature longitudinali. Questa specie è spesso coltivata come pianta ornamentale.
- Bupleurum fruticosum L., 1753 – Bupleurum cespuglioso: si tratta di una pianta sempreverde a carattere cespuglioso a forte odore resinoso (se le sue foglie vengono stropicciate). Questa specie spesso viene usata nel giardinaggio.
- Bupleurum petraeum L., 1753 – Bupleuro delle rocce: ha le foglie più sottili e meno nervate; le ombrelle sono grandi (oltre 20 mm); le bratteole non sono concresciute ma libere fino alla base; in Italia è comunque piuttosto rara.
- Bupleurum rotundifolium L., 1753 – Bupleuro a polmone di bue, Bupleuro perfogliato: è la prima pianta di questo genere di cui si hanno delle precise documentazioni. È una specie annua comune nei campi coltivati dell'Europa meridionale. Anticamente era ritenuta una pianta vulneraria ad effetto astringente. La caratteristica maggiore di questa pianta è di avere delle foglie a forma ellittica, amplessicauli e mucronate poste al vertice di ogni diramazione del fusto.
- Bupleurum stellatum L., 1753 - Bupleuro stellato: (per questa pianta è disponibile una specifica scheda di approfondimento) è una pianta di media altezza (massimo 50 cm); possiede delle foglie basali lineari – spatolate con una evidente nervatura centrale; è una specie caratteristica del nord Italia.

### Specie spontanee della flora italiana
Per meglio comprendere ed individuare le varie specie del genere (solamente per le specie spontanee della nostra flora) l'elenco che segue utilizza il sistema delle chiavi analitiche.
Gruppo di piante annue
- Gruppo 1A : le foglie sono decisamente  amplessicauli; sono invece assenti le brattee dalle ombrellette parziali e dai raggi primari dell'ombrelle composte;

B. rotundifolium - Bupleuro perfogliato, Perfogliata : le foglie sono ellittiche e grandi fino a 3 x 5 cm; l'ombrella si presenta con 4 – 10 raggi; il frutto è lungo al massimo 3 mm. È una pianta infestante e si trova in tutta la penisola fino a 1200  m s.l.m.. È assente in Sicilia.
B. lancifolium – Buplero granaiolo : le foglie sono ellittiche ma lievemente più larghe; l'ombrella è composta da 2 – 3 raggi; il frutto è lungo da 3 a 6 mm. È presente in tutta Italia fino a 800 m s.l.m..
- Gruppo 1B : le foglie non sono amplessicauli e sono più strette; è presente sia l'involucro (brattee nel verticillo dei raggi principali) che l'involucretto (bratteole nel verticillo dei raggi secondari);
  - Gruppo 2A : sia l'involucro che l'involucretto sono formati da brattee ovali – lanceolate larghe più di 1 mm, struttura concava con 3 – 5 nervature terminanti con un prolungamento quasi cilindrico;

B. baldense – Buplero odontite : le bratteole dell'involucretto  sono opache con una resta di 3 mm; i nervi anastomosati (trasversali) sono quasi inesistenti; i fiori sono molto piccoli. È presente in tutta Italia fino a 1400 m s.l.m..
B. fontanesii – Buplero di Desfontaines : le bratteole dell'involucretto  sono traslucide e terminano in una forma lanceolata appuntita; i nervi trasversali (nervature anastomosate) sono molto evidenti e alla fine ripiegati verso l'alto. Questa specie è presente solo nelle isole e nell'Italia del Sud.
- Gruppo 2B : sia l'involucro che l'involucretto sono formati da brattee piane quasi lineari larghe non più di 1 mm, poco innervate (1 – 3 nervature) e con la parte terminale mucronata;

- Gruppo 3A : sono piante alte (massimo 1,5 m) con foglie larghe fino a 15 mm e lunghe oltre 200 mm; il frutto è liscio e di forma ellittica (rapporto tra lunghezza e larghezza :  1,5);

- Gruppo 4A : il fusto presenta numerose e dense ramificazioni; la dimensione massima delle foglie è di 5 mm in larghezza e 90 mm in lunghezza; l'involucretto è formato da 4 bratteole (con 3 nervi) e lunghe il doppio dei fiori;

B. rollii – Buplero di Rolli : pianta presente solo nel Lazio.
- Gruppo 4B : il fusto possiede delle ramificazioni che sono nella norma per questo genere; la dimensione in larghezza delle foglie varia dai 3 ai 15 mm, mentre in lunghezza varia dai 80 ai 200 mm; le bratteole possiedono un solo nervo centrale;

B. praealtum – Buplero lino - selvatico : le foglie maggiori sono carenate; le ombrelle centrali sono composte normalmente da 3 raggi; il frutto è lungo circa 5 mm; è presente in tutta la penisola fino a 1200 m s.l.m..
B. gerardi – Buplero di Gerad : le foglie sono piane; le ombrelle centrali contengono fino a 8 raggi; il frutto non è molto grande (3 mm). La presenza di questa pianta in Italia non è molto continua.
- Gruppo 3B : sono piante di media altezza (da 5 a 70 cm) con foglie larghe 2 - 3 mm e lunghe fino a 50 mm; il frutto è subsferico e provvisto di numerosi tubercoli;

B. semicompositum – Buplero alofilo : le bratteole dell'involucretto sono lunghe il doppio del frutto che è piccolo (1 mm) e nerastro; le foglie del fusto sono poco appariscenti. Pianta presente nei litorali a tratti nell'Italia centrale e del sud.
B. tenuissimum – Buplero grappoloso : fusto di tipo prostrato – ascendente; le bratteole dell'involucretto sono lunghe più o meno come il frutto (alla stessa altezza dell'apice dell'achenio); la superficie del frutto è finemente tubercolata. È presente in tutta Italia fino a 800 m s.l.m..
Gruppo di piante perenni
- Gruppo 5A : gruppo di piccoli arbusti con fusti legnosi (in alcuni casi sono legnosi anche i rami);

B. dianthifolium – Buplero di Marettimo : le foglie sono lineari – lanceolate e parallelinervie. Si trova solo nell'isola di Marettimo (Sicilia).
B. fruticosum – Buplero cespuglioso : le foglie sono ellittico – lanceolate e sono larghe 2 –3 cm e di tipo  penninervie. È presente nelle isole; raro sul continente.
- Gruppo 5B : piante con radice perenne a carattere legnoso, ma fusti erbacei;
  - Gruppo 6A : le foglie sono presenti solo alla base del fusto (rosetta basale);
    - Gruppo 7A : le foglie sono molto lanceolate (strette fino a pochi mm) con bordi paralleli mentre le nervature non sono a disposizione reticolata; le bratteole dell'involucretto sono libere;

B. petraeum – Buplero delle rocce : il rizoma è legnoso e gli scapi fiorali sono eretti, semplici quasi afilli (senza foglie). Si trova solo in alcune zone sulle Alpi dai 1300 a 2200 m s.l.m..
- Gruppo 7B : le foglie sono allargate (fino 7 cm) con bordi arcuati;

B. stellatum – Buplero stellato : le foglie possiedono una nervatura centrale e nervature laterali di tipo anastomosate; le bratteole sono saldate nella parte inferiore. È presente nell'Italia del Nord e Sardegna a quote alte (fino a 2700 m s.l.m.).
B. rigidum – Buplero rigido : le brattee hanno i nervi paralleli e sono prive di nervi trasversali; le bratteole sono libere.
- Gruppo 6B : i fusti sono fogliosi per tutta la loro estensione;

- Gruppo 8A : le bratteole dell'involucretto sono strette (massimo 1 mm);

B. falcatum – Buplero falcato : si trova in tutta la penisola fino a 2500 m s.l.m., escluse le isole principali.
- Gruppo 8B : le bratteole dell'involucretto sono più larghe di 1 mm;

B. elatum – Buplero delle Madonie : l'involucretto ha le bratteole di forma lineare – lanceolata larghe fino a 1,5 mm. Si trova solo in Sicilia.
B. ranunculoides – Buplero ranuncoloide : l'involucretto ha le bratteole di forma ovata larghe fino a 6 mm. Si trova nel Nord dell'Italia  a quote alte (1000 – 2500  m s.l.m.).

## Usi

### Farmacia
In alcuni trattati si indicano le piante del genere Bupleurum capaci di un'azione psicotropa e ansiolitica. In altri si consigliano i decotti di Blupeurum per rilassare i tendini. Inoltre prodotti erboristici di questa specie vengono usati in chimopuntura (reumatismi autoimmuni).

### Cucina
In Occidente tali piante non sono molto conosciute come specie eduli, mentre in Giappone si consuma a scopo alimentare il Bupleurum falcatum (in quelle regioni esiste una normale coltivazione orticola di questa pianta).

### Giardinaggio
Queste piante, con il loro tipico aspetto, hanno interessato, da oltre due secoli, il giardino ornamentale: infatti la specie Bupleurum frutiscens si trovava in coltivazione nei giardini fin dalla metà del Settecento; mentre il Bupleurum fruticosum (specie spontanea delle nostre isole) appare nei giardini spagnoli nella seconda metà dello stesso secolo.

Le piante di queste specie crescono bene in terreni poco fertili o quasi sterili e asciutti e comunque a composizione calcarea. I giardinieri in genere ne piantano alcuni cespi qua o là oppure in aiuole a formazioni miste. A volte possono servire egregiamente come siepi di separazione.

### Altri usi
Il botanico svedese Carl Peter Thunberg (Jönköping, 11 novembre 1743 - Thunaberg, presso Uppsala, 8 agosto 1828), soprannominato il Linneo giapponese, in uno dei suoi viaggi in Oriente, descrisse una curiosa pianta giapponese: il Bupleurum giganteum; la cui tomentosità permetteva agli abitanti di quella regione di farne indumenti di tipo lanoso. Tale notizia comunque in seguito non fu mai confermata.